# 11913 Сварна
11913 Сварна (11913 Svarna) — астероїд головного поясу, відкритий 2 вересня 1992 року.
Тіссеранів параметр щодо Юпітера — 3,593.
Названий на честь Аннети Сварна (н. 1951), математичного логіка, яка працює над теорією інформації.